# Nina Kotova
Nina Kotova är en rysk-amerikansk cellist. 

## Biografi
Redan som sjuåring fick hon plats på Moskvakonservatoriet, inriktning cello (och tillsammans med vuxna), samtidigt som hon gick i grundskolan med musikinriktning. När hon var elva år gav hon sina första soloframträdanden tillsammans med en orkester. 1996 debuterade hon på det prestigefyllda Wigmore Hall i London.

## Familj
Nina Kotova är den tredje generationen av musiker i sin familj. Hennes pappa, Ivan Ivanovich Kotov (1950–1985), var en framstående basist.